# Улица роз
Улица роз е песен на руската хевиметъл група Ария, издадена в албума Герой асфальта през 1987 г.

## История на създаването
Първоначално момичето, за което се пее, се наричало Анна. По-късно, по предложение на Виталий Дубинин името е сменено на Жанна. Според Маргарита Пушкина тестът е чудесен, но все пак е отрязан вторият куплет. Има много версии за съдържанието на песента, като някои го свързват с Жана Д'Арк, а други с биографията на френския поет Шарл Бодлер, който бил влюбен в куртизанка. Според Маргарита Пушкина, текстът е повлиан от песента „22 acacia avenue“ на Iron Maiden. В края на 1987 към песента е заснет клип, като са използвани кадри от концерти.
През 2007 ню метъл групата Слот записват кавър на песента.